# 直射火力

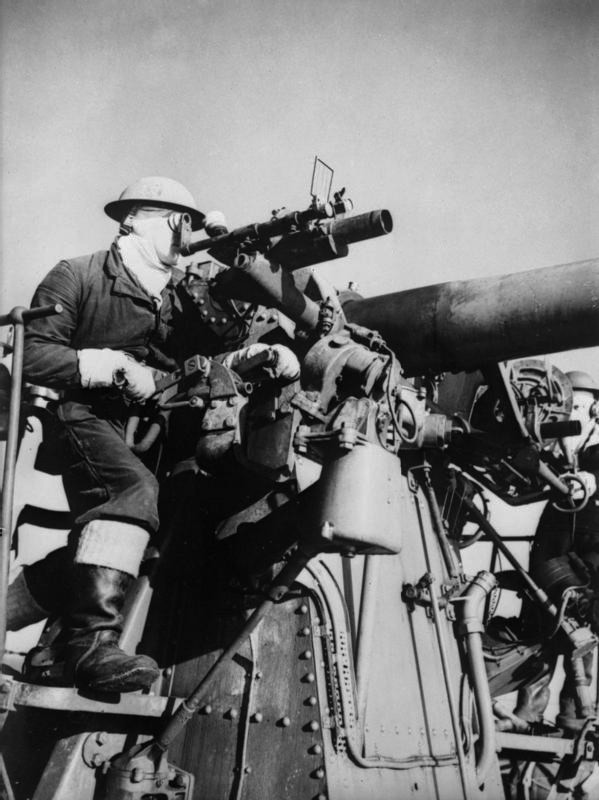
英国皇家海军的炮手瞄准舰炮

直射火力（direct fire）是指任何抛射物飞行轨迹平直（曲率较低）并处于射击者对目标的视线以内的射击火力。主要用于投送直射火力的远射武器必须使用瞄具对目标进行直接观测，并且保证目标在视野中没有受到遮掩干扰。直射武器在使用时，也会同样暴露在对方的直射反击范围之内。
弹道与地面近乎平行的直射火力也称为平射火力（grazing fire），通常被自动武器用来进行针对步兵的火力压制和区域拒止。
与直射火力相对的是曲射火力——即将弹药用一个高于直接视野的仰角射出使其在重力作用下做高曲率抛物线轨迹的射击方式，用来打击不在直接观瞄范围内的目标。直射火力不像曲射火力那样需要计算仰角和方位角并进行试错校正，但仍可能利用弹着点或曳光弹进行即时的弹道校正。

## 历史

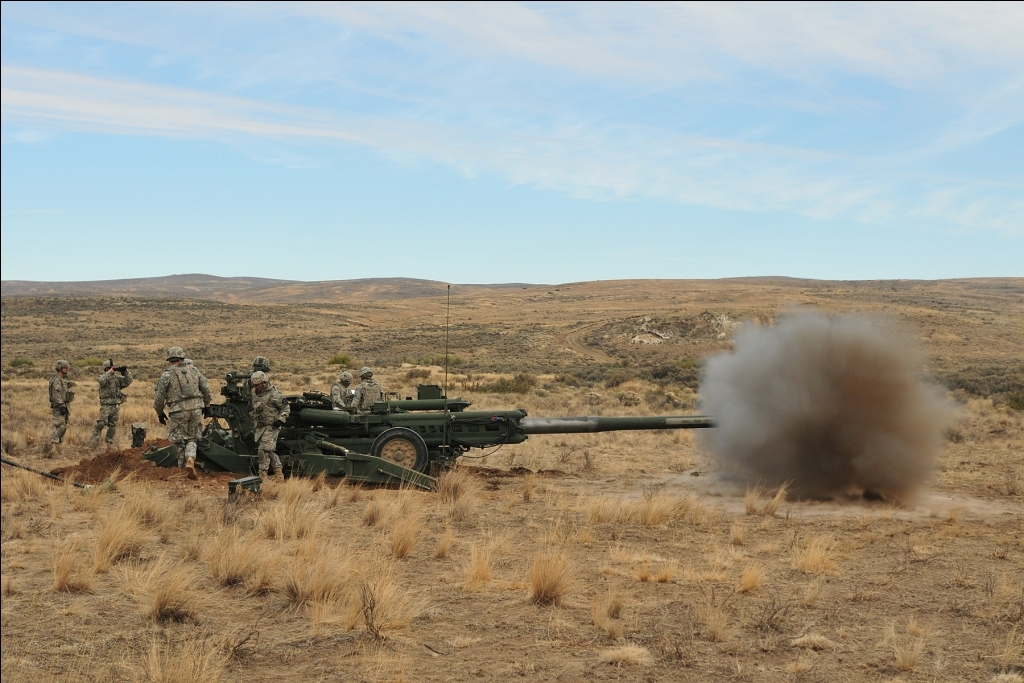
对目标进行直接平射的火炮

直射武器自古就有，包括各类弓弩、飞镖、枪械（手枪、步枪、机枪等）和单兵火箭筒/无坐力炮等等。早期的火炮也主要是用来对野战目标、海战目标和各类城防设施（城墙）进行轰击的直射炮（比如加农炮）。在工业革命之后因为军事技术的进步，火炮在19世纪晚期开始逐渐向曲射炮偏重，但是直射的野战炮和早期榴弹炮仍然是军队的主要重火力，直到第一次世界大战曲射炮才取代直射跑成为火力支援的主力。在第二次世界大战期间，直射火力已经是次要的重火力，但坦克炮、战防炮和高射炮等新型直射武器仍然被广泛使用。
二战结束后，新武器技术（比如导弹）的出现使得直射火力的使用占比进一步降低，但是在现代战场上仍然有很高的重要性。比如，在城市战和其它地形较为复杂利于敌方隐蔽的环境下，曲射火力很难在避免大量附带损害的同时保证有效的命中率，甚至可能因为弹着点偏差造成友军误伤；而直射火力则可以更有针对性的应付复杂情况。此外，直射火力通常具有更高的射速、精准度和停止力，可以更好的应付诸如敌军特种渗透、两栖或空降突袭等突发情况。可以在目标区域领空内长期续航进行密接空中支援的现代攻击机（特别是炮艇机和攻击直升机）的出现，也使得直射火力的打击范围和有效性都得到了加强。